# Trzebieszewo (gromada)
Trzebieszewo (od 31 XII 1959 Kamień Pomorski) – dawna gromada, czyli najmniejsza jednostka podziału terytorialnego Polskiej Rzeczypospolitej Ludowej w latach 1954–1972.
Gromady, z gromadzkimi radami narodowymi (GRN) jako organami władzy najniższego stopnia na wsi, funkcjonowały od reformy reorganizującej administrację wiejską przeprowadzonej jesienią 1954 do momentu ich zniesienia z dniem 1 stycznia 1973, tym samym wypierając organizację gminną w latach 1954–1972.
Gromadę Trzebieszewo z siedzibą GRN w Trzebieszewie utworzono – jako jedną z 8759 gromad na obszarze Polski – w powiecie kamieńskim w woj. szczecińskim na mocy uchwały nr V/45/54 WRN w Szczecinie z dnia 5 października 1954. W skład jednostki weszły obszary dotychczasowych gromad Borucin, Trzebieszewo i Ugory ze zniesionej gminy Trzebieszewo, obszar dotychczasowej gromady Jatki ze zniesionej gminy Chomino oraz obszary dotychczasowych gromad Mokrawica i Grębowo ze zniesionej gminy Jarszewo w tymże powiecie. Dla gromady ustalono 9 członków gromadzkiej rady narodowej.
31 grudnia 1959 do gromady Trzebieszewo włączono obszar zniesionej gromady Wrzosowo w tymże powiecie; z gromady Trzebieszewo wyłączono natomiast miejscowości Mokradła, Ugory i Jatki, włączając je do gromady Świerzno tamże; po zmianach tych gromadę Trzebieszewo zniesiono, przenosząc siedzibę GRN z Trzebieszewa do Kamienia Pomorskiego i zmieniając nazwę jednostki na gromada Kamień Pomorski.